# Carovana (serie televisiva)
Carovana (Stagecoach West) è una serie televisiva western statunitense in 38 episodi trasmessi per la prima volta nel corso di una sola stagione dal 1960 al 1961.

## Trama
Luke Perry e Simon Kane guidano una carovana dal Missouri a San Francisco. Il figlio quindicenne di Simon, David "Davey" Kane, è unito al gruppo che deve combattere contro ladri e assassini, nonché contro il tempo inclemente.

## Personaggi
- Simon Kane (37 episodi, 1960-1961), interpretato da	Robert Bray.
- Luke Perry (36 episodi, 1960-1961), interpretato da	Wayne Rogers.
- Davey Kane (36 episodi, 1960-1961), interpretato da	Richard Eyer.
- Zeke Bonner (16 episodi, 1960-1961), interpretato da	James Burke.
- Cal (8 episodi, 1960-1961), interpretato da	Olan Soule.
- Dan Murchison (7 episodi, 1960-1961), interpretato da	John Litel.
- Marshal Hugh Strickland (4 episodi, 1960-1961), interpretato da	Robert Stevenson.
- Dan Murchison (4 episodi, 1960-1961), interpretato da	Richard Devon.
- capitano Avery (4 episodi, 1960-1961), interpretato da	Harry Lauter.
- McGonigle (3 episodi, 1960-1961), interpretato da	Lester Dorr.
- Jack Craig (3 episodi, 1960-1961), interpretato da	James Best.
- Angel (3 episodi, 1960-1961), interpretato da	Than Wyenn.
- capitano Conley (3 episodi, 1960-1961), interpretato da	John Damler.
- Egan (3 episodi, 1960-1961), interpretato da	Alan Wells.
- Griz (3 episodi, 1960-1961), interpretato da	Mort Mills.
- Henchard (3 episodi, 1961), interpretato da	John Dehner.
- Hand Wrestler (3 episodi, 1961), interpretato da	Charles Horvath.
- Billy Joe (3 episodi, 1961), interpretato da	Warren Oates.

## Guest star
Chris Alcaide, James Coburn, Ben Cooper, Jack Elam, Beverly Garland, Billy Gray, Virginia Grey, Robert Harland, I. Stanford Jolley, Jack Lord, Darren McGavin, Warren Oates, Cesar Romero, e Robert F. Simon.

## Produzione
La serie fu prodotta da Four Star Productions e Hilgarde Productions e girata negli studios della Apacheland a Gold Canyon, Arizona, e nell'Iverson Ranch a Los Angeles in California.
Carovana è uno spin-off della serie della CBS I racconti del West . Si ritiene che la serie sia stata cancellata, nonostante l'alta qualità della sua produzione, a causa della sovrabbondanza di western in televisione in quel periodo. La stessa sorte era toccata alla popolare serie della su CBS Johnny Ringo nel 1960.

### Registi
Tra i registi della serie sono accreditati:
- Thomas Carr (9 episodi, 1960-1961)
- Don McDougall (7 episodi, 1960-1961)

## Distribuzione
La serie fu trasmessa negli Stati Uniti dal 1960 al 1961 sulla rete televisiva ABC. 
In Italia è stata trasmessa con il titolo Carovana.

## Episodi
| Stagione       | Episodi | Prima TV USA |
| -------------- | ------- | ------------ |
| Prima stagione | 38      | 1960-1961    |